# تینا مازه
تینا مازه (انگلیسی: Tina Maze؛ زادهٔ ۲ مهٔ ۱۹۸۳) یک ورزشکار اسکی آلپاین اهل اسلوونی است. او تاکنون چندین مدال طلا و نقره در رقابت‌های قهرمانی جهانی و المپیک گرفته است. تینا مازه در تاریخ ورزشی اسلونی پرافتخارترین اسکی‌باز زن بوده است.